# Transferencia de peso (automovilismo)

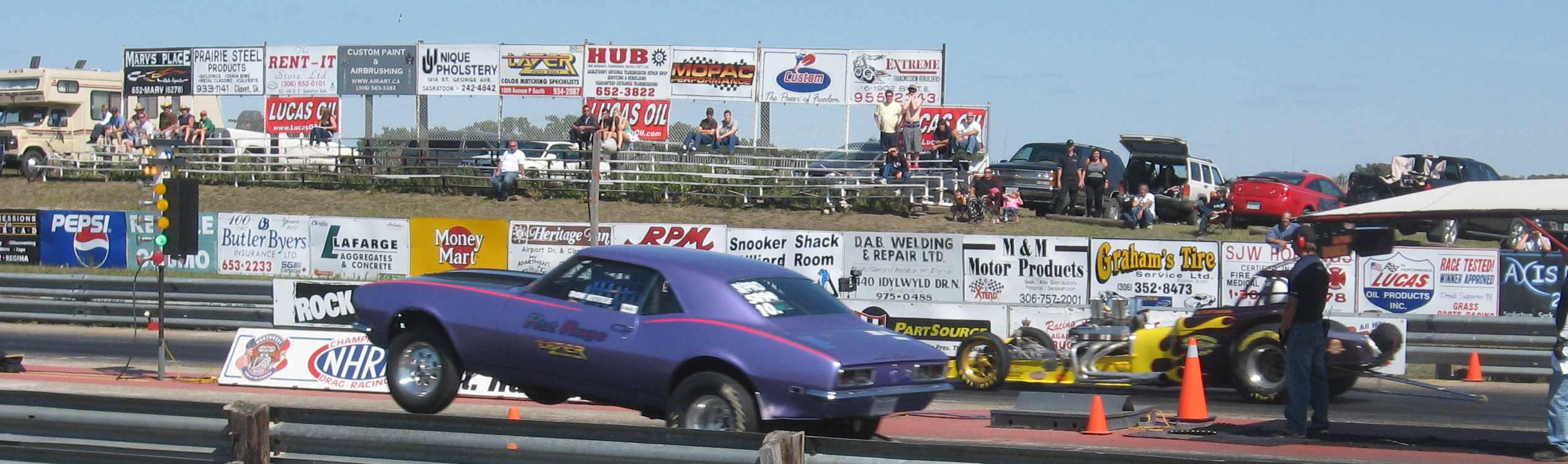
Chevrolet Camaro realizando un caballito durante una carrera de aceleración.

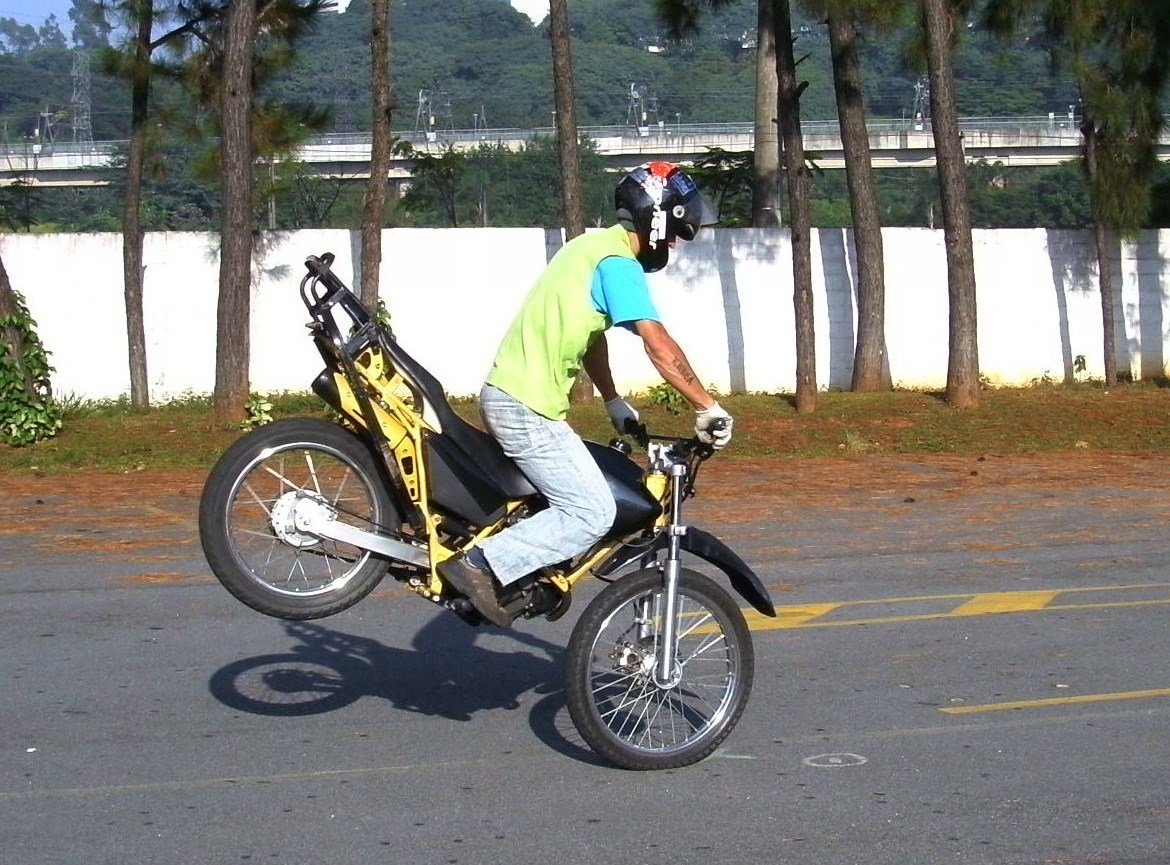
Un motociclista realizando un burrito.

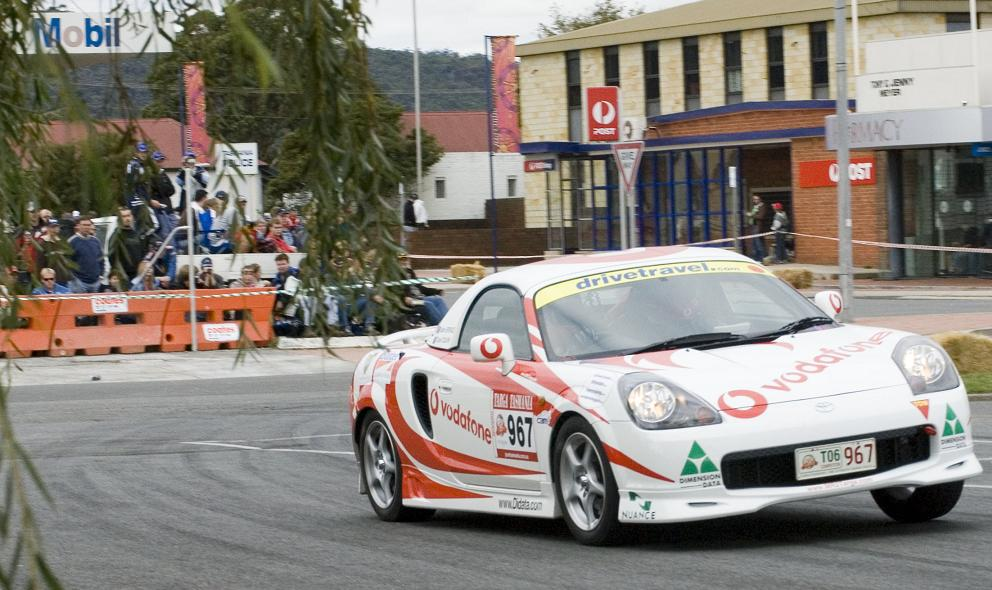
Un Toyota MR2 inclinado hacia el exterior de una curva.

La transferencia de peso y transferencia de carga son dos expresiones que se utilizan de manera algo confusa para describir dos efectos distintos:
- el cambio en la carga soportada por diferentes ruedas,incluso de vehículos perfectamente rígidos, durante la aceleración.
- el cambio en la ubicación del centro de gravedad en relación con las ruedas debido al funcionamiento de la suspensión o al cambio de la carga.

En la industria del automóvil, la transferencia de peso suele referirse al cambio en la carga soportada por las ruedas durante la aceleración. Sería más apropiado denominarlo transferencia de carga, siendo la expresión que se utiliza en la industria de las motocicletas, mientras que la transferencia de peso en las motocicletas, en menor medida en los automóviles, y el movimiento de carga en ambos, se debe a un cambio en la ubicación del centro de gravedad en relación con las ruedas. Este artículo utiliza este último par de definiciones.

## Transferencia de carga
En los vehículos con ruedas, la transferencia de carga es el cambio medible de la carga soportada por cada una de las ruedas durante la aceleración (tanto longitudinal como lateral). Esto incluye frenado y desaceleración (que es una aceleración a tasa negativa). No es necesario ningún movimiento del centro de gravedad en relación con las ruedas, por lo que los vehículos sin suspensión alguna pueden experimentar transferencia de carga. La transferencia de carga es un concepto crucial para comprender la dinámica del vehículo. Lo mismo ocurre con las bicicletas, aunque solo en sentido longitudinal.

## Causa
Las principales fuerzas que aceleran un vehículo se producen en las zonas de contacto de los neumáticos. Dado que estas fuerzas no se dirigen a través del centro de gravedad del vehículo, se generan uno o más momentos cuyas fuerzas son las fuerzas de tracción de los neumáticos a nivel del pavimento, el otro (igual pero opuesto) es la masa de inercia ubicada en el centro de gravedad en base a la distancia desde la superficie del pavimento hasta el centro de gravedad. Son estos momentos los que provocan que la carga varíe y se distribuya entre los neumáticos. A menudo, el observador casual interpreta esto como un movimiento de cabeceo o balanceo de la carrocería del vehículo. Un vehículo perfectamente rígido, sin suspensión, que no presente cabeceo ni balanceo en su carrocería, sigue sufriendo una transferencia de carga. Sin embargo, el cabeceo y balanceo de la carrocería de un vehículo no rígido añade cierta (pequeña) transferencia de peso debido al (pequeño) desplazamiento horizontal del centro de gravedad con respecto al recorrido vertical de la suspensión del eje de la rueda y también debido a la deformación de la superficie de los neumáticos en contacto con el pavimento.
Una forma de calcular el efecto de la transferencia de carga, teniendo en cuenta que en este artículo se utiliza «transferencia de carga» para referirse al fenómeno conocido como «transferencia de peso» en el mundo del automóvil, es con la llamada «ecuación de transferencia de peso»:
{\displaystyle \Delta \mathrm {Peso} _{\mathrm {delant} }=a{\frac {h}{b}}m} o {\displaystyle \Delta \mathrm {Peso} _{\mathrm {delant} }={\frac {a}{g}}{\frac {h}{b}}w}
dónde {\displaystyle \Delta \mathrm {Peso} _{\mathrm {delant} }} es el cambio en la carga soportada por las ruedas delanteras, {\displaystyle a} es la aceleración longitudinal, {\displaystyle g} es la aceleración de la gravedad, {\displaystyle h} es la altura del centro de gravedad, {\displaystyle b} es la distancia entre ejes, {\displaystyle m} es la masa total del vehículo y {\displaystyle w} es el peso total del vehículo.

## Centro de gravedad
La transferencia de peso ocurre cuando el centro de gravedad del vehículo cambia durante las maniobras automotrices. La aceleración hace que la masa suspendida gire alrededor de un eje geométrico, lo que resulta en la reubicación del centro de gravedad. La transferencia de peso de adelante hacia atrás es proporcional al cambio en la ubicación longitudinal del centro de gravedad con respecto a la distancia entre ejes del vehículo, y la transferencia de peso de lado a lado (suma de adelante más atrás) es proporcional a la relación del cambio en la ubicación lateral del centro de gravedad a la trayectoria del vehículo.
Los líquidos, como el combustible, fluyen fácilmente dentro de sus contenedores, provocando cambios en el centro de gravedad del vehículo. A medida que se consume combustible, no solo cambia la posición del centro de gravedad, sino que también se reduce el peso total del vehículo.
A modo de ejemplo, cuando un vehículo acelera, puede producirse una transferencia de peso hacia las ruedas traseras. Un observador externo podría presenciar esto cuando el vehículo se inclina visiblemente hacia atrás o se agacha. Por el contrario, al frenar, puede producirse una transferencia de peso hacia la parte delantera del coche. Al frenar con fuerza, puede ser claramente visible incluso desde el interior del vehículo cuando el morro se hunde hacia el suelo (la mayor parte de esto se debe a la transferencia de carga). De manera similar, durante los cambios de dirección (aceleración lateral), puede ocurrir una transferencia de peso hacia el exterior de la dirección del giro.

## Tracción
La transferencia de carga hace que la tracción disponible en las cuatro ruedas varíe a medida que el automóvil frena, acelera o gira. Este sesgo de que un par de neumáticos haga más esfuerzo que otro, da como resultado una pérdida neta de tracción total disponible. La pérdida neta puede atribuirse al fenómeno conocido como sensibilidad a la carga de los neumáticos.

## Vuelta de campana
Si la transferencia de carga (lateral) alcanza la carga del neumático en un extremo de un vehículo, la rueda interior de ese extremo se levantará, provocando un cambio en las características de manejo. Si alcanza la mitad del peso del vehículo empezará a volcar. Algunos camiones grandes se pueden volcar antes de patinar, mientras que los vehículos de pasajeros y los camiones pequeños generalmente se volcarán solo al salirse de la carretera. Instalar neumáticos de carreras en un vehículo alto o estrecho y conducirlo con fuerza, puede provocar un vuelco.